# Gottfried Kustermann
Gottfried Kustermann (* 7. Oktober 1943 in Garching bei München; † 19. März 2023 in München) war ein deutscher Sportschütze. Er war einer der erfolgreichsten deutschen Gewehr- und Armbrustschützen der 1970er und 1980er Jahre. 1970 gewann er den Weltmeistertitel in der Disziplin 10 m Luftgewehr.

## Leben
Kustermann begann mit dem Sportschießen 1955 bei dem Verein Falkenhorst Forstenried 1904. Im Jahr 1960 trat er der Königlich privilegierten Hauptschützengesellschaft München 1406 (HSG) bei. Zum ersten Mal Deutscher Meister wurde er 1966 mit dem Luftgewehr. Als Sportschütze schoss er hauptsächlich Luft- und Kleinkalibergewehr sowie Armbrust und gewann insgesamt 70 Titel im Einzel oder der Mannschaft – 10 Welt-, 16 Europa- und 44 Deutsche Meisterschaften. Er nahm an den Olympischen Spielen 1972 und 1976 teil und erzielte 1970 in Phoenix mit 387 Ringen einen Weltrekord über 10 m Luftgewehr. Noch im Jahr 1981 wurde er Einzelweltmeister in der 30-Meter-kniend-Disziplin mit der Armbrust. Bis ins hohe Alter war er bei der HSG als Sportschütze aktiv, von der er auch die Auszeichnung als Ehrenschützenmeister erhielt.
Kustermann war Metzgermeister von Beruf und Vater zweier Kinder.

## Werke
- mit Claus Deutelmoser und Werner F. Vollmer: Sportgewehrschießen mit Gottfried Kustermann. Copress, München 1975, ISBN 3-7679-0017-3.

## Ehrungen
- Silbernes Lorbeerblatt (1971)[3]